# Lista Burgenland
Lista Burgenland – partia polityczna reprezentowana w Landtagu austriackiego kraju związkowego Burgenland.

## Historia
Lista została założona 17 stycznia 2010 roku i w wyborach do Landtagu w tym samym roku uzyskała 4,0003% wszystkich głosów, przekraczając tym samym próg wyborczy jednym głosem. W wyborach samorządowych w dwa lata później LBL wygrało wybory na burmistrza w dwóch gminach: Deutschkreutz i Bad Sauerbrunn. Dodatkowo Lista była też reprezentowana w 100 radach lokalnych, co czyniło ją trzecią najsilniejszą siłą polityczną w Burgenlandzie (na szczeblu gminnym).  
W wyborach do Landtagu w 2015 roku LBL wystartowało wraz z Team Stronach pod nazwą Bündnis Liste Burgenland (LBL).    

## Program i cele
LBL postrzega się jako oddolny demokratyczny ruch obywatelski, który nie ma stałego programu. Główne wartości partii to: sprawiedliwość, równe traktowanie wszystkich ludzi, odrzucenie minimalnego dochodu, przejrzystość finansowania partii politycznych, oszczędne wykorzystanie dochodów podatkowych, restrykcyjna polityka zagraniczna, odrzucenie obecnych praktyk UE, promocja małych i średnich przedsiębiorstw oraz promowanie demokracji bezpośredniej. 

## Wyniki wyborów
| Rok  | Głosy | %     | +/-        | Miejsca w Landtagu | +/-        |
| ---- | ----- | ----- | ---------- | ------------------ | ---------- |
| 2010 | 7 559 | 4,0%  | Nowa lista | 1/36               | Nowa lista |
| 2015 | 8 970 | 4,82% | 0,82%      | 2/36               | 1          |
| 2020 | 2 336 | 1,26% | 3,56%      | 0/36               | 2          |